# Saison 2018-2019 du FC Sochaux-Montbéliard
Maillots
Chronologie
Saison précédente Saison suivante
La saison 2018-2019 est la cinquième saison en deuxième division du Football Club Sochaux-Montbéliard. Le club, qui n'est jamais resté plus de trois ans éloigné de l'élite française du football, dispute sa cinquième saison consécutive à ce niveau.

## Avant saison
La premier match amical de préparation est fixé au 29 juin, face à un club évoluant en Challenge League, Championnat Suisse , le Servette FC.

## Transferts

### Mercato d'été
La première recrue estivale est le jeune Victor Glaentzlin, 20 ans, meilleur buteur 2017/2018 de l'équipe réserve du club, 12 buts en 19 rencontres, qui signe le 25 mai 2018 son premier contrat professionnel avec le FCSM pour trois saisons. Le même jour, le club annonce la signature de Anderson Cruz qui s'est engagé en janvier 2018 au Deportivo Alavés qui l’a cédé durant la deuxième partie de saison au NK Rudeš et qui intégrera l'équipe professionnelle du FCSM durant l'été.

## Compétitions

### Ligue 2

#### Classement
| Rang | Équipe                 | Pts | J  | G  | N  | P  | Bp | Bc | Diff | Promotion ou relégation |
| ---- | ---------------------- | --- | -- | -- | -- | -- | -- | -- | ---- | ----------------------- |
| 14   | AS Nancy lorraine      | 42  | 38 | 12 | 6  | 20 | 36 | 50 | −14  |                         |
| 15   | AJ Auxerre             | 41  | 38 | 10 | 11 | 17 | 34 | 36 | −2   |                         |
| 16   | FC Sochaux-Montbéliard | 41  | 38 | 11 | 8  | 19 | 27 | 43 | −16  |                         |
| 17   | AC Ajaccio             | 40  | 38 | 9  | 13 | 16 | 29 | 45 | −16  |                         |
| 18   | GFC Ajaccio            | 39  | 38 | 9  | 12 | 17 | 30 | 54 | −24  | Barrage de relégation   |